# Nu Fornacis
Désignations
Nu Fornacis (ν For) est une étoile variable de cinquième magnitude de la constellation australe du Fourneau. D'après la mesure de sa parallaxe annuelle par le satellite Hipparcos, elle est distante d'environ ∼ 370 a.l. (∼ 113 pc) de la Terre. Elle s'éloigne du Système solaire à une vitesse radiale de +18,5 km/s. L'étoile est un possible membre du groupe mouvant Poissons-Éridan (en), ce qui suggère qu'elle est âgée de 120 millions d'années ou moins.
Nu Fornacis est une étoile Ap et elle est classée comme une géante bleue de type spectral B9,5IIIspSi. Le suffixe « Si » indique que son spectre montre une surabondance anormale en silicium. C'est une variable de type α2 Canum Venaticorum dont la magnitude apparente varie entre 4,68 et 4,73 selon une période de 1,89 jour, qui correspond également à la période de rotation de l'étoile,. Elle est 3,65 fois plus massive que le Soleil et son rayon est 3,44 fois plus grand que le rayon solaire. Elle est 245 fois plus lumineuse que le Soleilet sa température de surface est de 13 400 K.